# 契安尼娜牛

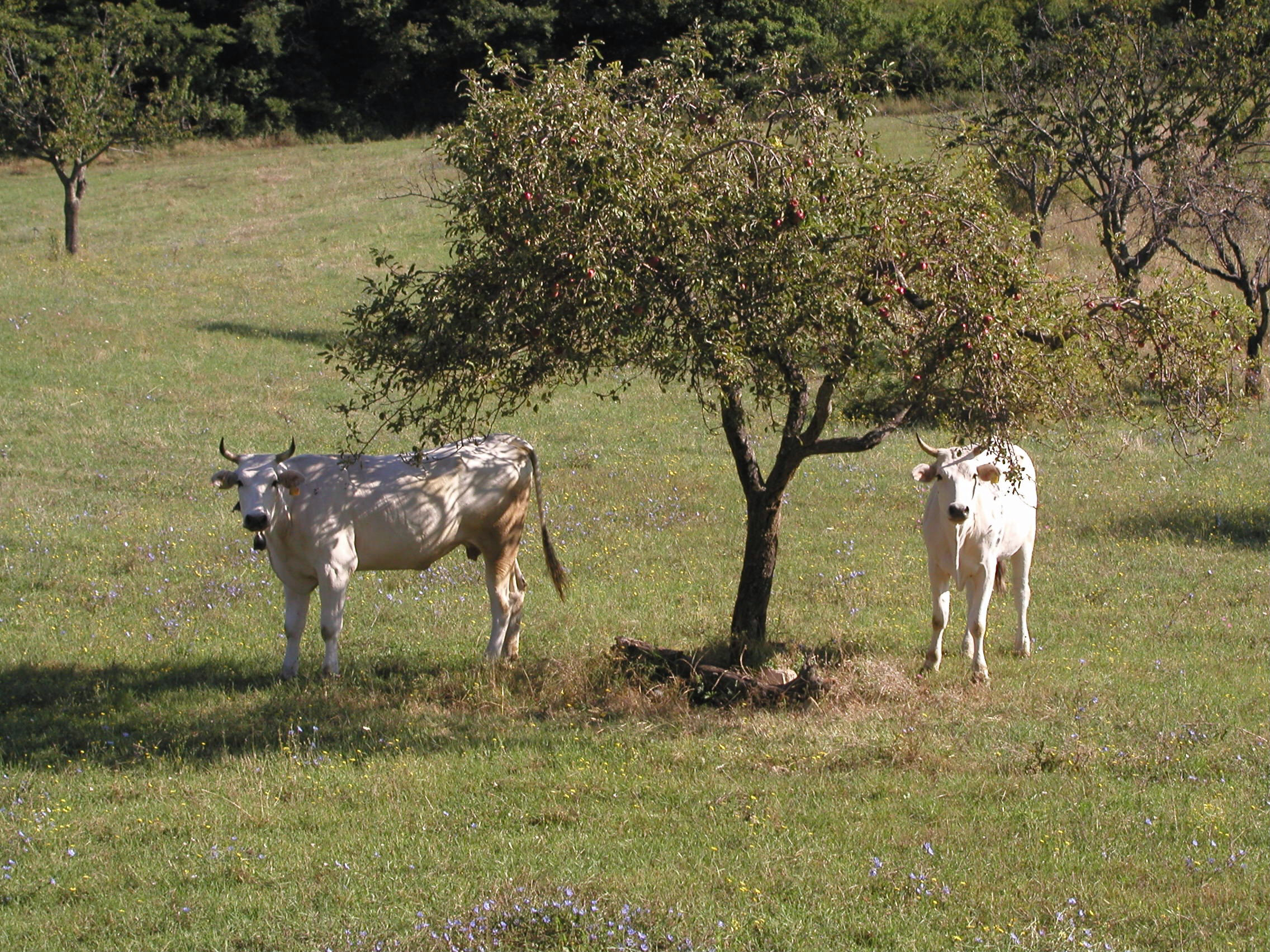

契安尼娜牛（義大利語：Chianina）也称奎宁牛，原产自意大利契安尼娜山谷。这是一种古老的役用牛，早在古罗马时代就已开始培养。20世纪后逐渐培育为专用肉牛。该品种含有瘤牛的血统，体型巨大，成年公牛身高可达1.8米，体重达1.3吨。刚出生的牛犊为黄褐色，成年后转向白色。